# Kitlarta
Kitlarta (avar. КIилъартIа [kʼiɬartʼa]) dříve Kenotlo je obec v okrese Cunta v Dagestánské republice Ruské federace.

## Charakteristika obce
Počet obyvatel obce se v průběhu let mění kvůli vysoké migraci. Počet obyvatel se v 21. století pohybuje okolo 220 obyvateli.
Leží na úpatí jednoho z bočních hřebenů hlavního Kavkazského hřebenu nad soutokem řek Metluda (Kitlarta) a Sabakunischevi. Nachází se ve výšce 1560 m n. m. Je zde nemocnice s 17 lůžky (2008). Dostupnost obce je komplikovaná kvůli vysokohorským podmínkám v zimních měsících a častým sesuvům půdy v letních měsících.
Obcí procházela historická obchodní cesta z Didoetie do Kachetie přes Kadorský průsmyk Velkého Kavkazu podél hory Sadžichevistavi (2872 m n. m.).
Je zde zachovalý godekan (místo podobné české hospodě, kde stařešina obce (kmene) řešil otázky všedního dne).